# Francesco Meoni
Francesco Meoni (Roma, 17 marzo 1964) è un attore e doppiatore italiano.

## Biografia
Debutta in teatro nel ruolo di Tommaso Diaforetico ne Il malato immaginario con Turi Ferro. Successivamente ha lavorato con importanti registi: Pierpaolo Sepe, Mario Scaccia, Gabriele Lavia (Otello, con Umberto Orsini e Franco Branciaroli), Krzysztof Zanussi (Il re pescatore, a San Miniato), Valerio Binasco, Ugo Chiti (Margarita e il gallo, con Maria Amelia Monti e Gianfelice Imparato). Nel 2015 è stato al Festival dei Due Mondi di Spoleto con Alessio Boni ne I Duellanti.

## Teatro
- Il malato immaginario, di Molière, regia di Turi e Guglielmo Ferro, 1991
- Le allegre comari di Windsor, di William Shakespeare, regia di G. Calendo, 1992
- Notturno di donna con ospiti, di Annibale Ruccello, regia di Pierpaolo Sepe, 1993
- Chicchignola, di Ettore Petrolini, regia di Mario Scaccia, 1993
- Altrove, di Murri, regia di Hossein Taheri, 1994
- Otello, di William Shakespeare, regia di Gabriele Lavia, 1995
- I blues, di Tennessee Williams, regia di Pierpaolo Sepe, 1995
- Il re pescatore, di Julien Gracq, regia di Krzysztof Zanussi, San Miniato, 1996
- Il calapranzi, di Harold Pinter, regia di Pierpaolo Sepe, 1996
- Fuori i Borboni, di Alessandro Giupponi e Nicola Saponaro, regia di Alessandro Giupponi, 1996
- Plaza Suite, di Neil Simon, regia di Guglielmo Ferro, 1997
- Lunendoli, di Alessandro Bergonzoni, regia di Mario Moretti, 1999
- Rassegna nuova drammaturgia olandese, regia di Rosamaria Rinaldi, 1999
- Un incidente di percorso, di Franco Cardì, regia di Marcello Cotugno, Terracina, 1999
- Menecmi, di Plauto, regia di Nicasio Anzelmo, Segesta, 2000
- Tango, testo e regia di Francesca Zanni, 2000
- Festen, di Thomas Vinterberg, regia di Valerio Binasco, TeatroFestival Parma, 2001
- Rassegna "Attori in cerca d'autore", regia di Ennio Coltorti, 2002
- Luoghi della memoria, di Castagna Ravelli, regia di Paolo Castagna, 2003
- Santa Maria del pallone, di Mario Gelardi e Giuseppe Miale Di Mauro, regia di Pietro Bontempo, 2004
- E bravo D'Annunzio!, testo e regia di Pietro De Silva, 2005
- Margarita e il gallo, di Edoardo Erba, regia di Ugo Chiti, 2006
- Top dogs, di Urs Widmer, regia di Pietro Bontempo, 2008
- La prima volta, di Michał Walczak, regia di Pietro Bontempo, 2009
- Cartoline, testo e regia di Renato Cecchetto, 2010
- La morte di Ivan Il'ič, da Lev Tolstoj, regia di Paolo Castagna, 2010
- La confessione, regia di Walter Manfré, 2012
- Canto clandestino, da Mimmo Sammartino, regia di Patrizia Schiavo, 2013
- Once I Was, testo e regia di Francesco Meoni, 2014
- Niente per niente, di Francesco Randazzo, regia di Giusi Cataldo, 2015
- I Duellanti, di Joseph Conrad, regia di Alessio Boni e Roberto Aldorasi, Spoleto, 2015
- Don Chisciotte, di Miguel de Cervantes, regia di Alessio Boni, Roberto Aldorasi e Marcello Prayer, 2018, 2022, 2023
- Iliade. Il gioco degli dèi, regia di Alessio Boni, Roberto Aldorasi e Marcello Prayer, 2023-2025

## Filmografia

### Cinema
- RDF - Rumori di fondo, regia di Claudio Camarca (1996)
- La vita, per un'altra volta, regia di Domenico Astuti (1999)
- Hotel Meina, regia di Carlo Lizzani (2007)
- Il giorno, la notte. Poi l'alba, regia di Paolo Bianchini (2007)
- Yara, regia di Marco Tullio Giordana (2021)

### Televisione
- Camilla, parlami d'amore, regia di Carlo Nistri (1992)
- Casa Vianello, sitcom (1992-2002)
- Un commissario a Roma, episodio Una macchia di tè (seconda parte), regia di Luca Manfredi (1993)
- Il re pescatore, regia di Marcello Aliprandi (1996)
- Linda e il brigadiere (1997)
- Finalmente soli (2000-2004)
- Tequila & Bonetti (2000)
- Il maresciallo Rocca, 2 episodi (2001)
- La squadra 2 (2001)
- Soldati di pace, regia di Claudio Bonivento – film TV (2002)
- Il commissario (2002)
- Distretto di Polizia 3 – serie TV, episodio 3x06 (2002)
- Incantesimo 6, 8 episodi (2003)
- Posso chiamarti amore?, regia di Paolo Bianchini – miniserie TV (2004)
- Amanti e segreti, regia di Gianni Lepre (2005)
- La squadra 6 (2005)
- La contessa di Castiglione, regia di Josée Dayan – miniserie TV (2006)
- Distretto di Polizia 6 – serie TV, episodi 6x25-6x26 (2006)
- R.I.S. 2 - Delitti imperfetti – serie TV, episodio 2x02 (2006)
- L'ultima frontiera regia di Franco Bernini – film TV (2006)
- I Cesaroni – serie TV, episodio 2x11 (2008)
- Mal'aria, regia di Paolo Bianchini – miniserie TV (2009)
- Piper, regia di Francesco Vicario – miniserie TV (2009)
- Tutti pazzi per amore – serie TV (2010)
- Tiberio Mitri - Il campione e la miss, regia di Angelo Longoni – miniserie TV (2011)
- Un caso di coscienza 5 – serie TV (2013)
- Le due leggi, regia di Luciano Manuzzi – miniserie TV (2014)
- Una pallottola nel cuore – serie TV (2014)
- Gomorra - La serie, episodio Lacrime e sangue (2016)
- Io ci sono, regia di Luciano Manuzzi – film TV (2016)
- L'ispettore Coliandro – serie TV, episodio 7x02 (2018)
- Tutto il giorno davanti, regia di Luciano Manuzzi – film TV (2020)
- Nero a metà – serie TV, episodio 2x10 (2020)
- L'Alligatore – serie TV, episodio 1x01 (2020)
- Crazy for Football - Matti per il calcio, regia di Volfango De Biasi – film TV (2021)
- Lea – serie TV, episodi 1x04-1x07 (2022)
- Più forti del destino, regia di Alexis Sweet – miniserie TV (2022)
- A muso duro - Campioni di vita, regia di Marco Pontecorvo – film TV (2022)
- Buongiorno, mamma! - seconda stagione – serie TV, episodio 2x05 (2023)
- Noi siamo leggenda – serie TV, episodi 1x07-1x11  (2023)
- Le indagini di Lolita Lobosco – serie TV, episodio 3x03 (2024)
- Sempre al tuo fianco – serie TV (2024)

## Radio
- La selva oscura, regia di R. Ottoni (Radio2 Rai)
- Il mercante di fiori, testo e regia di Diego Cugia (Radio2 Rai, 1996)
- Scandalo, regia di Barzini (Radio2 Rai, 2000)
- Titanic - Le ultime cento ore, regia di Tomaso Sherman (Radio2 Rai, 2001)
- Jackie, regia di Tomaso Sherman (Radio2 Rai, 2001)
- Dylan Dog, regia di Armando Traverso (Radio2 Rai, 2002)
- Sandokan, regia di G. Piccoli (Radio2 Rai, 2002)
- Maigret, regia di Tomaso Sherman e Guido Maia Compagnoni (Radio2 Rai, 2003)
- Blade Runner, cacciatore di androidi, regia di Armando Traverso (Radio2 Rai, 2003)
- La storia in giallo (Radio3 Rai, 2003-2004)
- La storia in giallo (Radio3 Rai, 2004-2005)
- Rosso scarlatto, regia di Manuel De Lucia (2008-2010)
- Cuore di tenebra, regia Manuel De Lucia (2010-2012)

## Doppiaggio

### Film
- Randy Sklar in Svalvolati on the road
- Julian Bleach in I fratelli Grimm e l'incantevole strega
- Greg Kramer in The Day After Tomorrow - L'alba del giorno dopo
- Josh Peck in Alieni in soffitta
- Raymond Coulthard in Il paziente inglese
- Will.i.am in Arthur e la vendetta di Maltazard
- Glen Chin in Assassini nati - Natural Born Killers
- Adam Godley in La fabbrica di cioccolato
- William Kircher in Lo Hobbit - Un viaggio inaspettato
- Burn Gorman in Red Lights
- Jimmy Kimmel in Ted 2
- Damon Herriman in The Water Diviner
- Nicky Jam in xXx - Il ritorno di Xander Cage
- Joel Basman in The King's Man - Le origini
- Jack Noseworthy in U-571
- Anthony Anderson in You People
- Samir Gurung in Il ragazzo e la tigre
- Pedro Haro in Fottute!
- Kim Jong-soo in Hunt
- Robert Catalano in Terrifier 3

### Serie televisive
- C. S. Lee in Dexter, Chuck, Dexter: Resurrection
- Alex Macqueen e Daniel Betts in Fate: The Winx Saga
- Henry Cavill in I Tudors
- Mehmet Yılmaz Ak in The Protector
- Oh Dal-su in Squid Game

### Film TV e miniserie televisive
- Dean Cain in San Giovanni - L'apocalisse
- Sung Kang in Obi-Wan Kenobi

### Film d'animazione
- Trey in Rock Dog, Rock Dog 2
- Kent in Koda, fratello orso
- Mole in Fantastic Mr. Fox[2]
- Nano in bikini in South Park - Il film: più grosso, più lungo & tutto intero
- Tom in Bolt - Un eroe a quattro zampe
- Cerebroguscio 29 in Buzz Lightyear da Comando Stellare - Si parte!
- Giovane Dingwall in Ribelle - The Brave
- Miguel in Le avventure di Fiocco di Neve
- Mostro Lumacone in Monsters University
- Jutt in Il regno di Ga'Hoole - La leggenda dei guardiani
- Tormenta ne Il viaggio di Arlo
- Il re dei topi in Pipì, Pupù e Rosmarina in Il mistero delle note rapite
- Smutandello in Sherlock Gnomes
- V-mon in Digimon Adventure: Last Evolution Kizuna
- Edwin Carbunkle in Postino Pat - Il film

### Serie animate
- Pim in Manny tuttofare
- Elecmon, Pumpkinmon e Puppetmon in Digimon Adventure[3]
- Timothy Lovejoy (st.7; ep. 8x01-8x15) e Akira ne I Simpson[4]
- Roberto (st. 5), Pinza (st. 6) e Pickles in Futurama[5]
- Veemon ed Elecmon in Digimon Adventure 02[3]
- Decoe in Sonic X
- Elecman in MegaMan NT Warrior
- Washi in Yes! Pretty Cure 5 e Yes! Pretty Cure 5 GoGo!
- Neil Goldman (st. 2, 4-9) ne I Griffin
- Pauline Phoenix in Dead End: Paranormal Park
- Padre di Yi in Secret Level
- Akio Kawaguchi in Desert Punk

### Videogiochi
- Luca Nervi in Camera Café 2 (2006)
- Elliot Stone in G-Force - Superspie in missione[6] (2009)
- Cedric Griffin in F.E.A.R. 2: Project Origin (2009)[7]
- Lonestar in SOCOM: Forze Speciali (2011)
- Damien lupo di mare in Epic Mickey 2: L'avventura di Topolino e Oswald[8] (2012)
- Alistair Rockford, assistente dei malati e ministro dhamelkiano #1 in Final Fantasy XVI[9] (2023)